# Estônia nos Jogos Olímpicos de Inverno de 2022
Estônia participou dos Jogos Olímpicos de Inverno de 2022, realizados em Pequim, na China.
Foi a 11.ª aparição do país em Olimpíadas de Inverno. Foi representado por 26 atletas, sendo 14 homens e 12 mulheres.

## Competidores
| Esporte                 | Masculino | Feminino | Total |
| ----------------------- | --------- | -------- | ----- |
| Biatlo                  | 4         | 4        | 8     |
| Combinado nórdico       | 1         | —        | 1     |
| Esqui alpino            | 1         | 1        | 2     |
| Esqui cross-country     | 4         | 5        | 9     |
| Esqui estilo livre      | 0         | 1        | 1     |
| Patinação artística     | 1         | 1        | 2     |
| Patinação de velocidade | 1         | 0        | 1     |
| Salto de esqui          | 2         | 0        | 2     |
| Total                   | 14        | 12       | 26    |

## Medalhas
Esta foi a medalhista desta edição:
| Atleta        | Esporte            | Evento              | Medalha |
| ------------- | ------------------ | ------------------- | ------- |
| Kelly Sildaru | Esqui estilo livre | Slopestyle feminino | Bronze  |

## Desempenho

### Biatlo
Masculino
Feminino

### Combinado nórdico
Masculino

### Esqui alpino
Masculino
Feminino

### Esqui cross-country
Masculino
Feminino

### Esqui estilo livre
Feminino

### Patinação artística
Masculino
Feminino

### Patinação de velocidade
Masculino

### Salto de esqui
Masculino
Legenda
| Recorde mundial      | Recorde mundial (World record)               |                       | Recorde africano                      | Recorde africano (African) |                                           | Q | Classificado por posição (Qualified) |
| Recorde olímpico     | Recorde olímpico (Olympic record)            | Recorde da América    | Recorde da América (Americas)         | q                          | Classificado por melhor tempo (Qualified) |   |                                      |
| Melhor marca do ano  | Melhor marca do ano (World leading)          | Recorde asiático      | Recorde asiático (Asian)              | DNS                        | Não largou (Did not start)                |   |                                      |
| Recorde nacional     | Recorde nacional (National record)           | Recorde europeu       | Recorde europeu (European)            | DNF                        | Não terminou (Did not finish)             |   |                                      |
| Recorde pessoal      | Recorde pessoal do atleta (Personal best)    | Recorde da Oceania    | Recorde da Oceania (Oceania)          | DSQ / DQ                   | Desclassificado (Disqualified)            |   |                                      |
| Recorde da temporada | Recorde da temporada do atleta (Season best) | Recorde sul-americano | Recorde sul-americano (South America) | NM                         | Sem marca (No mark)                       |   |                                      |